# Brawl in Cell Block 99
Brawl in Cell Block 99 és una pel·lícula thriller d'acció de presons neo-noir estatunidenca del 2017 dirigida i escrita per S. Craig Zahler i protagonitzada per Vince Vaughn amb Jennifer Carpenter, Don Johnson, Udo Kier, Marc Blucas i Tom Guiry. La història segueix a Bradley Thomas, una mula de la droga que ha de matar un home tancat en una presó de màxima seguretat per rescatar la seva dona embarassada d'un senyor de la droga venjatiu.
Zahler va escriure el guió de Brawl in Cell Block 99 després de veure diverses pel·lícules de presons, proposant diferents elements per afegir al gènere. Va recollir Vaughn per la seva coherència i autenticitat, en una ruptura dels papers còmics que normalment interpreta Vaughn. Vaughn va fer exercici i es va entrenar per a les seqüències d'acció i lluita de la pel·lícula. El rodatge va tenir lloc a Staten Island, a la ciutat de Nova York, entre agost i octubre de 2016 amb un pressupost de producció de 4 milions de dòlars.
La pel·lícula es va estrenar a la 74a Mostra Internacional de Cinema de Venècia, i es va estrenar als cinemes, en HD digital i vídeo sota demanda l'octubre de 2017, per RLJE Films. Va rebre principalment crítiques positives que van elogiar l'actuació de Vaughn i l'estil d'explotació de la pel·lícula dels anys 70. La pel·lícula va ser nomenada entre les millors pel·lícules de l'any per Los Angeles Times, The New York Times i The A.V Club.

## Argument
Bradley Thomas és acomiadat de la seva feina en un taller de reparació d'automòbils. Quan arriba a casa, troba una xuclada a la seva dona, Lauren, que admet tenir una relació extramatrimonial. Bradley li ordena entrar a casa abans que desmunti violentament el seu cotxe. Més tard discuteix amb Lauren la seva relació fallida, la perdona i torna al narcotràfic.
Divuit mesos després, Bradley i Lauren, ara embarassada, s'han adaptat a una vida millor. El cap de Bradley, Gil, el presenta a l'Eleazar, un nou soci de negocis, amb la tasca de recollir un paquet de metamfetamina de cristall amb dos homes d'Eleazar. Bradley desconfia d'un dels secuaços d'Eleazar, Roman, però accepta la feina quan Gil li ofereix tres mesos de permís de paternitat. Durant la feina, Bradley s'adona que és una trampa policial i ordena als homes d'Eleazar que abandonin les drogues. Tanmateix, els homes d'Eleazar li ignoren i intercanvien foc amb la policia. Bradley, vacil·lant, ataca els homes d'Eleazar; un dels homes és abatut per la policia mentre Roman està incapacitat. La policia manté viu a Bradley. Sense voler donar noms, Bradley és condemnat a set anys a una presó de seguretat mitjana.
Durant la nit, els homes d'Eleazar segresten Lauren. A la presó, Bradley rep la visita de l'home plàcid, un secuaç d'Eleazar. L'home plàcid ordena a Bradley que assassini un reclus que es troba retingut al bloc de cel·les 99 de Redleaf, una presó de màxima seguretat. Si Bradley es nega, les extremitats del seu fill no nascut seran extirpades quirúrgicament i se li enviaran. Bradley accepta de mala gana i es baralla contra diversos guàrdies per tal de ser transferit a Redleaf.
A Redleaf, Bradley es troba amb l'autoritari guarda Tuggs, que el degrada i envia Bradley a una cel·la en ruïnes. S'assabenta que el bloc cel·lular 99 és per als criminals més menyspreats de la societat. Bradley comença una baralla amb altres presoners per tal de ser reassignat al bloc cel·lular 99. Després de ser reassignat, Bradley s'assabenta que el seu objectiu d'assassinat no existeix.
Durant la nit, un guàrdia de Redleaf escorta Bradley a una altra cel·la, on estan detinguts Eleazar i la seva banda, inclòs Roman. Tenen la intenció de torturar Bradley com a diversió durant el seu empresonament a Redleaf. Bradley embosca els guàrdies i mata brutalment la majoria de la banda d'Eleazar. L'Eleazar truca al metge per dur a terme l'amenaça d'Eleazar i fer mal al nen per néixer de Bradley. Bradley tortura Eleazar fins que cancel·la l'operació.
L'home plàcid i el metge segueixen les ordres d'Eleazar i condueixen a Lauren il·lesa a casa d'en Gil. Mentre s'allunyen, Gil recupera un rifle amagat i mata l'home plàcid. Lauren agafa el rifle i dispara al metge. Gil telefona a Bradley per informar-li que la seva família finalment està estàlvia, i Bradley parla amb Lauren sobre el seu fill per néixer. Bradley llavors decapita Eleazar a la seva cel·la. Tuggs i els seus guàrdies emergeixen i el guardià executa Bradley amb el seu revòlver.

## Repartiment
- Vince Vaughn com a Bradley Thomas[1]
- Jennifer Carpenter com a Lauren Thomas, esposa de Bradley[1]
- Don Johnson com el director Tuggs, el vigilant de Redleaf[2]
- Udo Kier com a Home Plàcid, un sequaç d’Eleazar[3]
- Marc Blucas com a Gil, cap de Bradley en el tràfic de drogues[3]
- Mustafa Shakir com a Andre[3]
- Thomas Guiry  com a Wilson, un guàrdia de la presó de Redleaf[3]
- Dion Mucciacito com Eleazar, un narcotraficant i líder de banda[3]
- Geno Segers com a Roman, un narcotraficant que treballa per a Eleazar[3]
- Willie C. Carpenter com a Lefty[3]
- Fred Melamed com el Sr. Irving[3]
- Clark Johnson com el detectiu Watkins[3]
- Pooja Kumar com a Denise Pawther[3]
- Tobee Paik com el metge[4]
- Rob Morgan com a Jeremy[5]
- Dan Amboyer com a Longman[6]
- Philip Ettinger com a Derrick[7]
- Devon Windsor com a Jill[7]

## Producció

### Desenvolupament

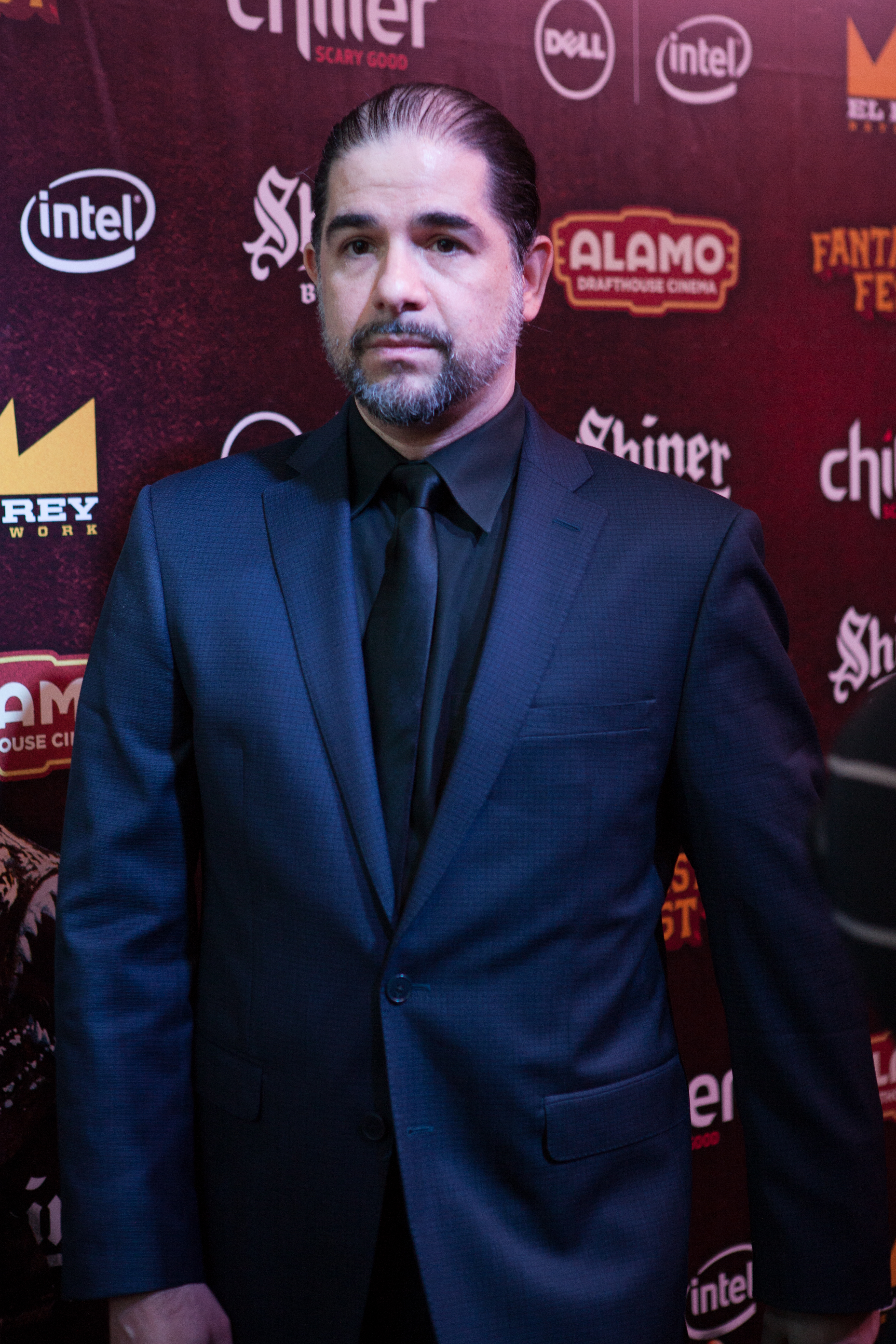
S. Craig Zahler al Fantastic Fest 2015

S. Craig Zahler va escriure el guió de Brawl in Cell Block 99 el 2011. Va plantejar el concepte després de veure diverses pel·lícules de presons al Film Forum a la ciutat de Nova York, proposant diferents elements per afegir-hi el gènere. En una entrevista a The Verge, Zahler va explicar: "La presó és un lloc tan atractiu per muntar una pel·lícula, perquè tens un munt de nois durs confinats junts, i tots tindran històries de fons interessants".
Zahler va anomenar la pel·lícula Riot in Cell Block 11 (1954) i el seu director Don Siegel com a inspiracions. Zahler va escriure cada moment de violència gràfica al guió de Brawl in Cell Block 99, tot i que es preguntava si algunes escenes havien anat massa lluny. Va triar un títol llarg perquè la pel·lícula fos evocadora i memorable, com les seves altres pel·lícules Bone Tomahawk (2015) i Dragged Across Concrete (2018). Va presentar títols de pel·lícules d'una paraula com a vagues i frustrants; com a exemple, va contrastar la pel·lícula de 2016 Moonlight en comparació amb l'obra en què es basava, In Moonlight Black Boys Look Blue.'
Zahler va vendre el guió de Brawl in Cell Block 99 a diversos productors, però el progrés es va aturar fins que es va completar Bone Tomahawk. Jack Heller i Dallas Sonnier va recuperar el guió, permetent a Zahler tenir un control creatiu total sobre la pel·lícula. El pressupost va ser de 4 milions de dòlars. Heller i Sonnier van produir la pel·lícula com a Caliber Media. XYZ Films va ser el productor executiu.

### Càsting
Per exemple, un personatge més proper a aquest tipus és algú com Woody Harrelson. El seu cap hi és, el seu accent hi és naturalment. Sóc un gran fan de Woody Harrelson, però aquí seria l'opció normal. Quan estàs intentant fer alguna cosa única, que estic intentant fer amb totes les meves peces, i vaig agafar algun tipus que abans havia interpretat un personatge proper a aquest...? Perdria l'experiència única de veure aquest personatge, el físic, el múscul, el treball intern en capes. La combinació de totes aquestes coses produeix un personatge que mai havíem vist abans. Si Woody Harrelson hagués entrat i hagués fet això, hauria fet una feina excel·lent, la transformació no és tan gran. Això era el que passava amb escollir Vince, aquesta transformació seria allà.
El 17 d'agost de 2016, Vince Vaughn i Jennifer Carpenter van signar per interpretar els principals protagonistes. Carpenter va ser elegida inicialment com a protagonista femenina principal de Bone Tomahawk, però no va poder aparèixer a causa de conflictes de programació. Zahler va elogiar l'autenticitat, el compromís i la coherència de Vaughn en pel·lícules com Swingers (1996), The Cell (2000), Old School (2003) i Hacksaw Ridge (2016). Tot i que Vaughn era conegut principalment pels seus papers còmics, Zahler volia aprofitar el talent de Vaughn per interpretar papers seriosos. Zahler també va triar a Vaughn per la seva presència imponent i el seu perfil físic com un home gran que feia 1,96 metres. Zahler va comentar: "Sabia que era un noi gran. Sabia que si el veiés al carrer no pensaria que aquell noi és un còmic. Pensaria que és un tipus amenaçador". Vaughn havia vist Bone Tomahawk, la primera pel·lícula dirigida per Zahler, i va acceptar actuar a Brawl in Cell Block 99 després de llegir el seu guió. Vaughn va expressar: "Zahler no escriu en un gènere. Pren tots aquests elements i els pol·linitza creuant i explica una història única". Vaughn va fer exercici físic per preparar-se per a seqüències de lluita similars a les seqüències de "pel·lícules de lluita tradicional de Hong Kong". Drew Leary va ser el coreògraf de lluita.
El personatge de Vaughn, Bradley, té una creu tatuada a la part posterior del cap, que Vaughn diu que representa el cristianisme. Zahler esperava que el tatuatge de la creu intrigués la gent per veure "aquest és un Vince Vaughn que no has vist mai abans". Zahler va acreditar l’experiència de Vaughn en boxa i lluita lliure per ajudar a rodar les escenes de baralla.
Zahler va elogiar Don Johnson, que va interpretar al Warden Tuggs: "Don fa una feina fantàstica en donar vida a aquest personatge com algú que tracta persones diferents com ho faria un manipulador d'animals diferents".

### Rodatge
La fotografia principal va durar cinc setmanes, des del 15 d'agost de 2016 fins al 17 d'octubre de 2016, a Staten Island, Nova York. El calendari de rodatge va ser ajustat i l'equip de filmació va rodar en diverses ubicacions al mateix dia. L'equip de filmació va perdre ubicacions durant el rodatge i van buscar noves ubicacions durant les pauses per dinar. Els productors Jack Heller i Greg Zuk van trobar un dels llocs de rodatge.
El director de fotografia Benji Bakshi, que prèviament va col·laborar amb Zahler a Bone Tomahawk, va treballar a Brawl in Cell Block 99. Zahler va triar una proporció d'aspecte més estreta d'1,85:1 per centrar-se en escenes amb un personatge, en lloc de la proporció més àmplia de 2,35:1 utilitzada per al repartiment del conjunt a Bone Tomahawk. Bakshi va rodar la pel·lícula amb una càmera RED Weapon; a Zahler no li agradava el RED Dragon que va utilitzar a Bone Tomahawk perquè era visualment més sorollós. Per fer que la pel·lícula fos més atmosfèrica, Zahler i Bakshi es van centrar en colors blaus a les primeres parts de la pel·lícula, i va fer que els tons fossin progressivament més foscos. El tercer acte "se suposa que se sentia opressiu, amb gairebé una sensació de calabós medieval".
Com que Zahler no volia utilitzar imatges generades per ordinador (CG) a Brawl in Cell Block 99, la major part de la violència i el gore es van fer com a efecte especial físic. Zahler va minimitzar l'ús d'edicions, primers plans i efectes de so per fer la violència el més realista i incòmoda possible. Va explicar: "Rodo la violència d'una manera realment sense vernís, sense tot aquest glaçat cinematogràfic, i no hi ha cap CG, així que no hi ha una sensació digital tan lleugera. Fa que l'impacte sigui més nítid, perquè no és com el públic està acostumat a veure la violència de pel·lícula". Els actors van assajar i interpretar les escenes de baralla en múltiples preses sense dobles d'acrobàcies, i s'arriscaven a fer-se mal si hi havia algun error.

### Música
La banda sonora de la pel·lícula va ser composta per l'amic de Zahler, Jeff Herriott, que havia treballat amb Zahler a Bone Tomahawk. Zahler va col·laborar amb artistes per compondre cançons originals, com ara el rhythm and blues interpretat per The O'Jays. La música sona com a música soul d'època, utilitzant instruments reals en lloc de sintetitzadors. Tot i que les cançons originals apareixen a la banda sonora, la pel·lícula gairebé no té banda sonora (acompanyament musical) ja que Zahler volia centrar-se en l'actuació.
Lakeshore Records va llançar la banda sonora el 13 d'octubre de 2017 en formats CD, Digital i disc de vinil.
| Núm.          | Títol                                | Durada |
| ------------- | ------------------------------------ | ------ |
| 1.            | «Give Her a Ride»                    | 4:20   |
| 2.            | «The Letter That Won't Ever Be Sent» | 3:22   |
| 3.            | «You Are Yesterday»                  | 4:17   |
| 4.            | «Trumpets of Heaven»                 | 5:08   |
| 5.            | «This Lovely Park»                   | 4:38   |
| 6.            | «God Bless My Mama»                  | 4:38   |
| 7.            | «Buddy's Business»                   | 4:47   |
| Durada total: | Durada total:                        | 31:10  |

## Estrena
Brawl in Cell Block 99 es va estrenar fora de competició a la 74a Mostra Internacional de Cinema de Venècia el 2 de setembre de 2017. El mateix mes, el pel·lícula projectada al Festival Internacional de Cinema de Toronto de 2017 i al Fantastic Fest. RLJE Films, titular dels drets de distribució nord-americans, va estrenar la pel·lícula a cinemes el 6 d'octubre de 2017 i en HD digital i vídeo sota demanda el 13 d'octubre de 2017. Brawl in Cell Block 99 va recaptar $79,000 arreu del món.

## Recepció

### Resposta crítica
Brawl in Cell Block 99 va rebre crítiques positives tant de la crítica com del públic. A Rotten Tomatoes, la pel·lícula té una puntuació d'aprovació del 90% basada en 99 ressenyes, amb una valoració mitjana de 7,60/10. El consens crític del lloc web diu: "Brawl in Cell Block 99 condueix una actuació compromesa de Vince Vaughn a les profunditats brutalment violentes, i innegablement entretingudes, del gènere grindhouse ambientat a la presó." A Metacritic, la pel·lícula té una puntuació mitjana ponderada de 79 sobre 100, basada en 21 crítics, que indica "crítiques generalment favorables"". A la 74a Mostra Internacional de Cinema de Venècia, la pel·lícula va rebre un calorós aplaudiment del públic.
Owen Gleiberman de Variety va elogiar la pel·lícula, qualificant-la de "pel·lícula rara que evoca realment el grindhouse dels anys 70e" amb la seva "explotació feta amb una sinceritat viciosa", un sentiment compartit per Eric Kohn d'IndieWire. També van elogiar l'actuació de Vaughn Richard Roeper del Chicago Sun-Times, Gleiberman de Variety, i Dan Buffa de KSDK News. Gleiberman es refereix al personatge de Vaughn, Bradley, com "un nadó gran i violent d'ulls tristos, i connecta amb l'audiència d'una manera emocional directa que només ha fet poques vegades des de Swingers". Buffa creu que la pel·lícula ajudaria a ressuscitar la carrera de Vaughn després d'una línia de pel·lícules fallides protagonitzades per ell.

### Reconeixements
La pel·lícula va ser la millor de les llistes de final d'any per a Newsweek, Los Angeles Times, Collider, The A.V. Club, i altres. La pel·lícula va ser una selecció de la crítica del New York Times i fou projectada al Museum of Modern Art, on es va afegir a la col·lecció permanent.
Brawl in Cell Block 99 va ser nominada al Millor pel·lícula de thriller i al Millor actor per Vaughn als 44ns Premis Saturn, però va perdre contra Three Billboards Outside Ebbing, Missouri i Mark Hamill a Star Wars: Els últims Jedi, respectivament.